# Christiane Brix Klitgaard-May
Christiane Brix Klitgaard-May (Christiane Brix Klitgaard, født på et handelsskib ved kysten ud for Honduras 10. marts 1876, død 1954 i Surrey i England) var en dansk uddannet maler og tegner, gift i Montreal og bosat efterfølgende i England. Som datter af en skibsfører i handelsflåden rejste hun sammen med familien på verdenshavene og blev bekendt med international levevis. Familien havde bopæl i København. Faderen havde et udpræget tegnetalent og udfærdigede tegninger i gråtoner af sine observationer af vejrlig og skibe på havet under sine rejser. Denne måde at iagttage naturen og omverdenen på har givetvis spillet en stor rolle for Christiane Brix Klitgaard i hendes valg af liv og karriere. Hun blev optaget på Kunstakademiet i København på den såkaldte Kunstskolen for Kvinder i 1899 og tog afgang i 1902 . 1903 giftede hun sig med den engelske civilingeniør Jack Johnstone May.

## Tidligt liv og uddannelse
Christiane Brix Klitgaard var datter af skibsfører Christen Julius Klitgaard, født i Blokhus 1835, død i Hellerup 1917, og hustru Sophie Amalie Klitgaard. Christiane var desuden kusine til postmester og historiker Carl Klitgaard (1868-1957) .
Som nævnt havde skibsføreren C. J. Klitgaard ofte sin hustru og sine børn med på de lange rejser, og i sine erindringer beskriver han datterens fødsel ombord på skibet ud for Ulùa floden (en) ved Honduras og besætningens overraskelse over familieforøgelsen. Han skriver om datteren: Det var vores datter Christiane Brix, som i dag er en meget fin kunstner . Datteren valgte ikke overraskende en uddannelse som billedkunstner. Hun modtog undervisning som forberedelse til Kunstskolen hos malerne Gustav Vermehren og Sophus Vermehren og hos maleren og grafikeren Sophus Clod-Svensson. I marts 1899 blev hun optaget på den såkaldte Model Forberedelsesklasse på Kunstakademiet. Derefter gik hun på selve modelskolen og tog afgang i 1902.
Kunstskolen for Kvinder blev oprettet under Kunstakademiet i 1888 og flyttede fra lokaler i Amaliegade til et lokale på 1. sal i den nordlige fløj af Udstillingsbygningen ved Charlottenborg . Eleverne blev undervist af maleren Viggo Johansen og billedhuggeren August Saabye - de var ansat i lærerstillinger, ikke som professorer, hvilket ikke blev anset for at være nødvendigt .
Et skolearbejde er i offentlig eje i samlingen i Danmarks Kunstbibliotek. Det er en studietegning efter en klassisk skulptur Skraberen. Tegningen var udstillet på en særudstilling i Samlingen af arkitekturtegninger på Kunstakademiet 2004 og er gengivet i bogen Spejlinger i gips. Kunsthistorikeren Karin Kryger skriver i afsnittet Tegninger efter afstøbninger - udvalgte elevtegninger om tegningen af Christiane Brix Klitgaard: Tegningen viser, hvor megen lys og skyggeeffekt en dygtig elev kunne skabe ved brug af blot blyanten eller kridt. Imidlertid synes Christiane Klitgaard ikke at have skabt sig en karriere som kunstner. Hun var elev på Kunstakademiet fra 1899 og tog Afgang 1902 . I 2004 kendtes således endnu ikke til Christiane Brix Klitgaards videre livsforløb som billedkunstner i England.
En stor tegning, et portræt af en gammel kvinde, tilhører også Danmarks Kunstbibliotek. Tegningen er udført med kulstift og anselig i størrelse, højde 52 cm og bredde 60 cm. Christiane Brix Klitgaard har til portrættet anvendt kulstift i mange gråtoner, så lys og skygge udtryksfuldt medvirker til at gengive formen i rummet. Tegningen er signeret og dateret C B Klitgaard 06.99 . Nogle tidlige malerier af Christiane Brix Klitgaard findes i på Kunstbibliotekets hjemmeside i fotografisk udgave i Fotografisamlingen, fotografier af dansk billedkunst; det drejer sig om to oliemalerier Portræt af en mand signeret C. B. Klitgaard og dateret 1902, samt et interiør med fire kortspillende kvinder. Signatur og datering er ikke aflæselig på fotografiet .

## Stipendier
- 1900 Skolepræmie: Docent Nielsens Flidspræmie[3]

## Karriere og liv i England
Christiane Brix Klitgaard-Mays karriere, som hun skabte sig i England, kan det være vanskeligt endnu at danne sig et præcist overblik over. Efter afgangen fra Kunstskolen for Kvinder i København rejste hun udenlands. Hun giftede sig i 1903 med civilingeniør Jack Johnstone May (1874-1934), de bosatte sig i Newcastle i England og fik fire børn.
Dokumentationen af værkerne skabt i England og udstillinger eksisterer indtil nu kun via internationale auktionshuses netsider. I Danmark forefindes værker i familieeje. PÅ auktionssiderne gengives oliemalerier, blandt andet et større portræt af en siddende kvinde A portrait of a woman seated by a piano fra 1906. Motiverne i de øvrige gengivelser er oftest netop mennesker: en syende kvinde ved lampelys, en mand med en sekstant, figurer i interiører, familieliv. De stemmer overens med motiver, som også danske kvindelige kunstnere arbejdede med i tiden .
Eftersom vi ikke har mulighed for at stå over for originalværker, er det ikke muligt at komme nærmere ind på yderligere analyser eller vurderinger. Interessant vil det være en dag at kunne sætte Christiane Brix Klitgaard-May ind i en større kunsthistorisk sammenhæng.

## Kendte udstillinger i Danmark
- 1902 Charlottenborg Foraarsudstilling [3]
- 2004 Spejlinger i gips. Samlingen af Arkitekturtegninger: Tegninger efter afstøbninger (posthumt) [6]